# Académie-Internationale-Olympique (localité)
Ne doit pas être confondu avec Académie internationale olympique.
Académie-Internationale-Olympique, ou Diethnís Olympiakí Akadimía (en grec moderne : Διεθνής Ολυμπιακή Ακαδημία), est une localité du dème d’Archéa Olympía, dans le district régional d’Élide, en Grèce-Occidentale.
Cette localité est en fait le site de l’Académie internationale olympique, propriété du Comité olympique hellénique. Il est situé à proximité du site archéologique d’Olympie et de l’Altis sacré, sur les pentes du mont Cronion, à 44 mètres d’altitude, dans un espace vert d’environ 400 ha. Le fleuve Alphée passe au sud, l’ancienne Pise à l’est et l’ancienne Olympie à l’ouest.
Elle est officiellement enregistrée en tant que localité pour la première fois en 1971, dans la communauté de Mirákas de l’époque sous le nom d’Olympiás, puis en 2001, elle est rebaptisée Académie-Internationale-Olympique. Selon le programme Kallikratis, avec l’ancienne Pise, elles forment la communauté locale de l’ancienne Pise (Αρχαία Πίσα), qui fait partie de l’unité municipale d’Archéa Olympía, du dème du même nom.
Selon le recensement de 2011, la population du village s’élève à deux habitants.